# Train Ride to Hollywood
Pour plus de détails, voir Fiche technique et Distribution.
Train Ride to Hollywood est une comédie fantastique musicale américaine réalisé par Charles R. Rondeau, sorti en 1975.

## Synopsis
Harry Williams, membre d'un groupe de rhythm and blues, Bloodstone, se cogne la tête juste avant de monter sur scène pour un concert. Le reste du film se déroule alors dans ses rêves délirants : lui-même et les 3 autres musiciens se retrouvent conducteurs d'un train dont les passagers sont des personnages célèbres de la littérature (Dracula, Scarlett O'Hara,…) ou des acteurs célèbres, avec en toile de fond la musique du groupe. Mais les conducteurs-musiciens doivent avant tout résoudre des mystères : Marlon Brando est suspecté d'avoir assassiné Nelson Eddy, Jeanette MacDonald et d'autres encore en les étouffant sous ses aisselles…

## Fiche technique
- Titre : Train Ride to Hollywood
- Titre original : Train Ride to Hollywood
- Réalisation : Charles R. Rondeau
- Scénario : Dan Gordon
- Production : Gordon A. Webb, George G. Braunstein, Ron Hamady, D. Scott Easton, Thomas Tolbert
- Musique : Pip Williams
- Photographie : Al Francis
- Montage : James T. Heckert
- Direction artistique : Philip M. Jefferies
- Pays de production : États-Unis
- Langue : anglais
- Genre : fantastique/comédie musicale
- Durée : 89 minutes
- Date de sortie : 
  - États-Unis : octobre 1975

## Distribution
- membres de Bloodstone
  - Willis Draffen Jr. : lui-même
  - Charles Love : lui-même
  - Charles McCormick : lui-même
  - Harry Williams : lui-même
- Jay Robinson : Dracula
- Phyllis Davis : Scarlett O'Hara
- Guy Marks : Humphrey Bogart
- Jay Lawrence : Rhett Butler / Clark Gable
- Bill Oberlin : W. C. Fields

## Distinctions

### Récompenses
- Saturn Award 1977 : Saturn Award du meilleur acteur dans un second rôle (Jay Robinson)